# Блокиран достъп до Уикипедия от Русия
Достъпът до онлайн енциклопедията Уикипедия от Русия е блокиран за кратко през август 2015 година. През следващите години определени статии в Уикипедия са включени в различни цензурни списъци на руското правителството. Нови заплахи за блокиране са отправени от властите след началото на Руското нападение над Украйна през февруари 2022 година.

## Заплахи за блокиране от 2022 година
На 1 март Роскомнадзор изпраща уведомление от Генералната прокуратура на Русия, чрез което отправя предупреждение, че ще блокира Уикипедия заради статията „Вторжение России на Украину (2022)“, създадена на 24 февруари. Русская Википедия публикува в своя профил в Twitter екранна снимка на уведомлението. В него се казва, че статията съдържа информация, разпространявана в нарушение на закона, а именно „информация за многобройни жертви сред военните на Руската федерация, както и сред цивилното население на Украйна, включително деца, за необходимостта от теглене на средства от сметки в банки на Руската федерация във връзка със санкции, наложени от чужди държави“. Уведомлението от Роскомнадзор съдържа връзка към мобилната версия на рускоезичната версия на Уикипедия. В свързано съобщение в същата публикация на рускоезичната Уикипедия в Twitter е дадена връзка към статията „Какво да направите, ако Уикипедия е блокирана“.
На 29 март Роскомнадзор изпраща ново уведомление до Уикипедия, в което се казва, че по искане на главния прокурор на Руската федерация или на негов заместник, предприема мерки за ограничаване на достъпа до информационния ресурс ru.wikipedia.org/wiki/Вторжение_России_на_Украину_(2022) поради наличието в него на „незаконна информация“ съгласно разпоредбите на Закона за информацията, информационните технологии и защитата на информацията от 2006 г. В уведомлението се посочва, че закононарушението произтича от назоваването на „специалната военна операция“ на Русия в Украйна с изрази като „руска агресия“ и „война“, както и от публикуваната информация за многочислените жертви сред военнослужещите на Руската федерация и гражданското население на Украйна, включително деца, което „не съответства на официалните данни, публикувани от Министерството на отбраната на Руската федерация“. Съгласно руското законодателство собственикът на уебсайта (Фондация Уикимедия) носи административна отговорност под формата на глоба в размер до 4 милиона рубли за това, че не е премахнал определените за незаконни материали в определения срок, припомня Роскомнадзор в съобщение, публикувано в Telegram. Процедурата за ограничаване на достъпа до информация се състои в изпращане на заявка до предоставящите услуги за достъп до интернет телекомуникационни оператори за предприемане на мерки за блокиране на информационния ресурс, съдържащ информацията, нарушаваща закона. Доставчикът се задължава да ограничи достъпа до посочения информационен ресурс веднага след получаване на заявка от Роскомнадзор.
През април Таганският районен съд в Москва разглежда две дела срещу фондация „Уикимедия“ за „недостоверна информация“, която не е била премахната. Съдът намира фондацията за виновна по чл. 13.41 ал. 2 от Кодекса за административните нарушения на Руската федерация – „Неизтриване на информация, забранена в Руската федерация“ – и налага глоби в размер пет милиона рубли общо. Статиите, които са разгледани в първото дело и по повод на чието съдържание е наложена глоба в размер на 3 милиона рубли, са: „Битка за Киев (2022)“, „Военни престъпления по време на руската инвазия в Украйна“, „Обстрел на болница в Мариупол“, „Разрушаване на Мариуполския театър (2022)“ и „Клане в Буча“; предмет на втория иск, по който съдът налага глоба в размер на 2 милиона рубли, са статиите „Димен барут“, „Барут“ и „Руска инвазия в Украйна (2022)“. В материала по повод на решението на съда в „ТАСС“ се казва, че според представител на Wikimedia протоколът на Роскомнадзор съдържа няколко процесуални нарушения. На първо място, той е изпратен не до местоположението на компанията в САЩ, а до мястото, където са открити твърдените нарушения. Освен това администраторите на Уикипедия са доброволци, а не длъжностни лица. Това е първият случай на наложена глоба за съдържанието на статии в Уикипедия от руски съд.
На 18 май Роскомнадзор включва фондация „Уикимедия“ в списъка на компаниите, които са обект на изискванията на руския закон, който задължава собствениците на чуждестранни ИТ ресурси с голяма руска аудитория да отварят официални представителства в Руската федерация. Като ресурси на фондация „Уикимедия“ в регистъра са включени www.wikipedia.org, wikipedia.org и ru.wikipedia.org. ИТ компаниите, които попадат в обхвата на този закон, трябва да отворят клон в Русия, да отговарят на искания от Роскомнадзор и да поставят формуляр за обратна връзка на своя уебсайт – изисквания, на които към датата на включването ѝ в този списък „Уикимедия“ не отговаря, съобщава руският телекомуникационен регулатор. Заявеният срок за изпълнението им от страна на фондация „Уикимедия“ е 13 юни. Също на 18 май в официалния профил на рускоезичната версия на Уикипедия в Twitter е публикувано съобщение относно уведомление от Роскомнадзор във връзка с две статии в англоезичната версия: 2022 Russian invasion of Ukraine и Rashism. Твърденията в това известие се припокриват с тези в предходните действия за цензуриране на съдържание в Уикипедия от страна на руския регулатор: недостоверна информация за загуби, нападения срещу цивилно население, целите и формата на „специалната операция“, казва се в публикацията на Русская Википедия.
На 6 юни фондация „Уикимедия“ внася жалба срещу наложената от Таганския районен съд глоба на основание несъстоятелност на обвинението относно естеството на публикуваното съдържание, за което са наложени глоби в общ размер на пет милиона рубли. Фондация „Уикимедия“ пледира, че въпросното съдържание – основно статии, свързани с нахлуването на Русия в Украйна на 24 февруари 2022 година – представлява „добре подкрепено с проверени източници знание“ и че Русия няма юрисдикция над глобално действащата фондация „Уикимедия“. „Това решение предполага, че знанията в Уикипедия, подкрепени добре с проверени източници, които са несъвместими с разказите на руското правителство, представляват дезинформация“, казва в изявление Стивън Лапорт – помощник главен юрисконсулт във фондацията. Той подчертава, че руското правителство „взема на прицел информация, която е жизненоважна за живота на хората във време на криза“ и от името на фондация „Уикимедия“ призовава съда „да преразгледа в полза на правото на всеки на достъп до знания и свободно изразяване." Отговорът на руското правителство се очаква в рамките на няколко седмици след датата на внасяне на жалбата.
На 20 юли Роскомнадзор публикува известие, че предприема „принудителна мярка срещу фондация „Уикимедия“ под формата на информиране на интернет потребителите чрез търсачките за нарушаване на руското законодателство от страна на чуждестранно лице“. С тази мярка регулаторът налага на руските търсачки изискването да добавят информация към резултатите от дадено търсене, извлечени от Уикипедия, че са публикувани и достъпни в нарушение на руското законодателство. „Редица материали, определени за забранени, включително фалшива информация за специалната военна операция на територията на Украйна, остават неизтрити в Уикипедия (собственост на Wikimedia Foundation, Inc.)“, казва се в известието на Роскомнадзор. В него регулаторът припомня, че фондацията „многократно е подвеждана под административна отговорност за това, че не е изтрила незаконната информация“, а общият размер на наложените ѝ глоби от страна на Роскомнадзор възлиза на 5 милиона рубли. В новината на „Ройтерс“ във връзка с действията на Роскомнадзор срещу Уикипедия се отбелязва, че със спирането на голяма част от руските независими медии след нахлуването на Русия в Украйна „Уикипедия стана един от последните налични източници на проверена информация за войната, достъпна за руснаците“.